# Pyrrhin
Pyrrhin (Rotstoff) ist eine Anfang des 19. Jahrhunderts verwendete Bezeichnung für eine vermeintlich im Regenwasser vorkommende organische Verbindung, die eine saure Silbernitrat-Lösung rot färbt.
Pyrrhin wurde 1821 von dem Gießener Chemiker Wilhelm Zimmermann bei Untersuchungen von Regenwasserproben „entdeckt“. 
In den folgenden Jahren beschrieben verschiedene Forscher den Nachweis von Pyrrhin in Regenwasserproben, u. a. Brandes.
1828 wies der Münchener Professor Heinrich August Vogel nach, dass die Rotfärbung einer sauren Silbernitratlösung durch verschiedene organische Stoffe ausgelöst wird, und somit Pyrrhin keine einzelne Substanz sein könne. Dieses Ergebnis wurde 1829 von Wiegmann bestätigt.